# Testimony
Testimony è il terzo album in studio del cantautore statunitense Neal Morse, pubblicato il 23 settembre 2003 dalla Radiant Records.

## Descrizione
Testimony è la prima pubblicazione solista di Morse in seguito alla sua dipartita dagli Spock's Beard, gruppo da lui fondato nel corso degli anni novanta. Si tratta di un concept album suddiviso in cinque parti ed incentrato sulla personale testimonianza del cantautore prima e dopo l'incontro spirituale avvenuto con Gesù.
In Europa è stata commercializzata anche un'edizione speciale di Testimony comprensiva di un terzo CD. Nel 2007 è stato pubblicato in esclusiva per il fan club di Morse il DVD The Making of Testimony (Rough Edit), incentrato sulle sessioni di registrazione del disco.
Nel 2011 è invece uscito il seguito dell'album, intitolato Testimony Two.

## Tracce
Testi e musiche di Neal Morse.
CD 1
- Part 1

1. The Land of Beginning Again – 3:10
2. Overture No. 1 – 5:57
3. California Nights – 5:46
4. Colder in the Sun – 6:19
5. Sleeping Jesus – 5:32
6. Interlude – 1:56
7. The Prince of the Power of the Air – 2:42
8. The Promise – 2:52
9. Wasted Life – 6:54

- Part 2

1. Overture No. 2 – 2:30
2. Break of Day – 6:55
3. Power tn the Air – 5:03
4. Somber Days – 5:06
5. Long Story – 5:35
6. It's All I Can Do – 6:29

CD 2
- Part 3

1. Transformation – 3:00
2. Ready to Try – 4:16
3. Sing It High – 4:50

- Part 4

1. Moving in My Heart – 3:06
2. I Am Willing – 6:27
3. In the Middle – 2:26
4. The Storm Before the Calm – 7:31
5. Oh, to Feel Him – 6:16
6. God's Theme – 2:33

- Part 5

1. Overture No. 3 – 1:05
2. Rejoice – 2:28
3. Oh Lord My God – 3:53
4. God's Theme 2 – 2:09
5. The Land of Beginning Again – 0:58

CD bonus nell'edizione speciale
1. The Fang ... Sings!
2. Tuesday Afternoon/Find My Way Back Home

## Formazione
Musicisti
- Neal Morse – voce, tastiera, pianoforte, chitarra, basso
- Johnny Cox – pedal steel guitar
- Mike Portnoy – batteria, voce
- Glenn Caruba – percussioni
- Jerry Guidroz – battimani, campionatore
- Rick Altizer – cori
- Pamela Ward, Aaron Marshall – cori femminili
- Eric Brenton – violino, viola, flauto, assolo di violino elettrico (CD 1: traccia 11)
- Chris Carmichael – violino, viola, violoncello, arrangiamento strumenti ad arco
- David Henry – violoncello
- Byron House – contrabbasso
- Neil Rosengarden – tromba
- Jim Hoke – sassofono
- Katie Hagen – corno francese
- Kerry Livgren – assolo di chitarra (CD 1: traccia 14)
- Mark Leniger – assolo di sassofono (CD 2: traccia 7)
- Terry White, Gene Miller – voci (CD 2: tracce 8 e 11)

Produzione
- Neal Morse – produzione
- Jerry Guidroz – ingegneria
- Rich Mouser – missaggio
- Ken Love – mastering